# Johann Sigmund von Schwendy

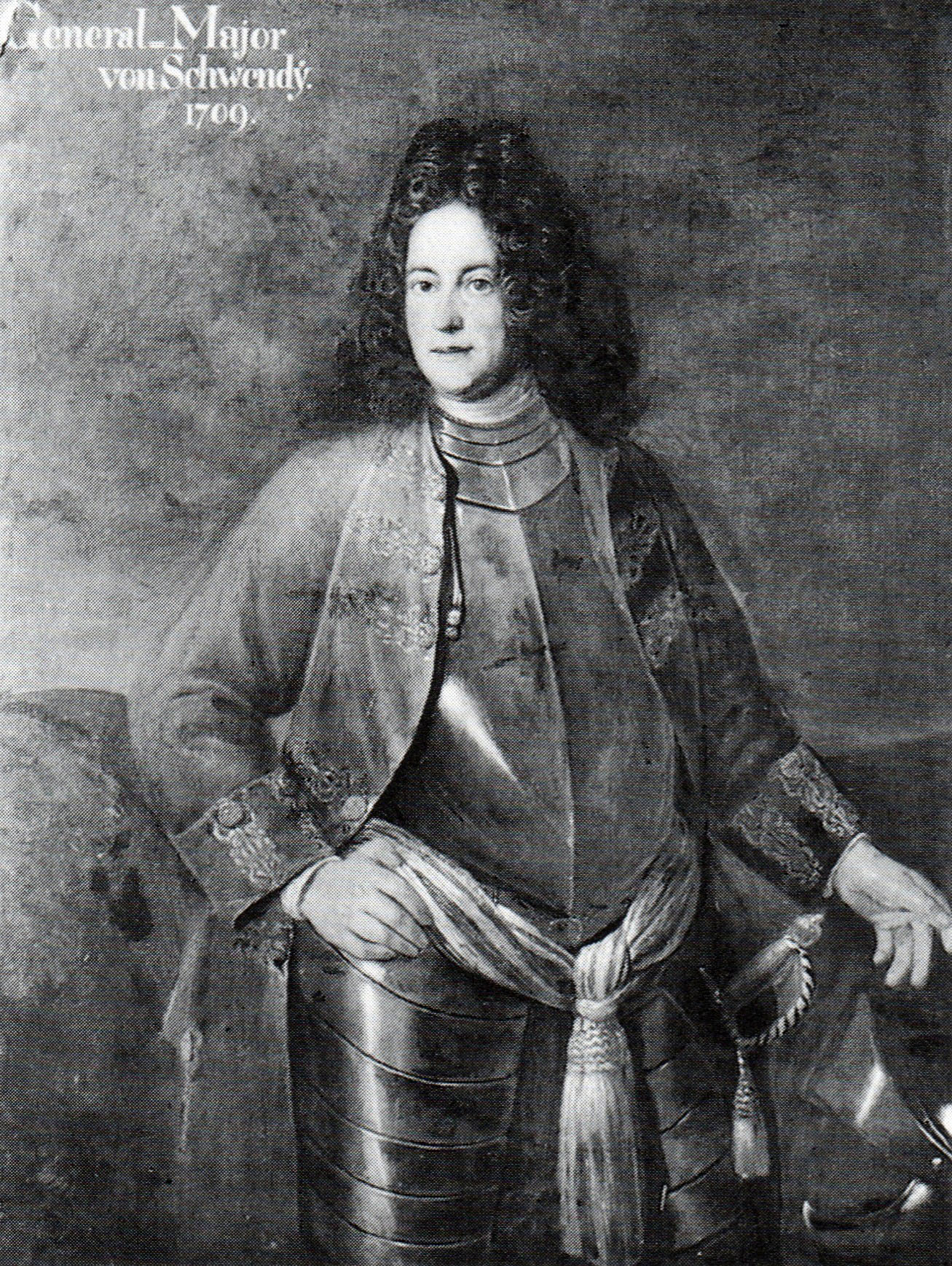
Johann Sigmund von Schwendy als Generalmajor

Johann Sigmund von Schwendy (* 1656 in Deutsch-Wusterhausen; † 1732 in Neuruppin) war ein preußischer Generalleutnant, Chef des Infanterie-Regiments Nr. 24 und Gouverneur von Spandau.

## Leben

### Herkunft
Er war ein Nachkomme von Lazarus von Schwendi und vermutlich der Sohn des brandenburgischen Rittmeisters Johann Julius von Schwendy und Anna Magdalena Schenk von Landsberg.

### Militärlaufbahn
Er trat um 1677 in brandenburgische Dienste. 1690 wurde er Hauptmann und 1692 Major im 2. Bataillon der Leibgarde. Am 24. Februar 1705 wurde er Oberst, am 19. September 1709 erhielt er die Ernennung zum Generalmajor und am 10. Oktober 1717 die zum Generalleutnant.
1713 wurde das Infanterie-Regiment Nr. 24 aus einer Kompanie der Füseliergarde, zwei Freikompanien aus Spandau und einer aus Frankfurt gebildet. Dazu erhielt das Regiment eine Baukompanie von der Artillerie, die durch fünf Kompanien der Garnison Kolberg verstärkt wurde. König Friedrich Wilhelm I. ernannte ihn zum Chef des Regiments. Er gab es aber zum 1. Januar 1722 ab, als er zum Gouverneur von Spandau ernannt wurde. Bereits 1720 stiftete er genügend Grund, um die dortige Garnisonsschule in eine Freischule umzuwandeln. Er stiftete ein Wohnhaus mit Garten und eine Meierei beim Oranienburger Tor in Spandau, der König unterstützte die Schule, indem er verfügte, dass diese von allen Steuerlasten befreit sei.

### Familie
Er war mit Eva Helene Gans Edle von Putlitz verheiratet.